# São Valério do Sul
São Valério do Sul là một đô thị thuộc bang Rio Grande do Sul, Brasil. Đô thị này có diện tích 107,971 km², dân số năm 2007 là 2635 người, mật độ 24,4 người/km².